# Daniel Glatzel
Daniel Glatzel (* 1984 in Düsseldorf) ist ein deutscher Musiker (Tenorsaxophon, auch Klarinetten, Stimme, Synthesizer, Komposition), der vor allem als Leiter, Komponist und Arrangeur des Andromeda Mega Express Orchestra hervorgetreten ist.

## Leben und Wirken
Glatzel, der in München aufwuchs, wurde von seiner Mutter, einer koreanischen Opernsängerin, an die Musik herangeführt. 1996 zog er für drei Jahre zu ihr nach Seoul, begann Tenorsaxophon zu lernen und trat dort mit Jazzmusikern auf. Dann lebte er wieder in München, wo ihn Thomas Zoller unterrichtete. Er spielte mit dem Posaunisten Mathias Götz in dessen Band Fishcat, die 2000 beim Wettbewerb Jugend jazzt den zweiten Preis erreichte und beim Festival Jazz an der Donau auftrat. Dann spielte er in der Band Windstärke 4 (Lunar oder Solar?, 2002). Nach dem Abitur gründete er mit Karsten Hochapfel die Gruppe Das Rote Gras in ungewöhnlicher Besetzung; das Deutschlandradio empfahl die 2007 erschienene CD „Das Rote Gras“ als Tipp des Monats.
Seit 2004 studierte Glatzel Musik an der Hochschule für Musik „Hanns Eisler“ Berlin. In Berlin gründete er 2006 das großformatige Andromeda Mega Express Orchestra, das bis heute besteht, international tourte und vier Alben mit seinen Kompositionen vorlegte. Bedingungen des Erfolgs dieses Ensembles sind „Glatzels Organisations- und Motivationstalent, sein Mut, Kreativität bedingungslos vor Kommerz zu stellen und die Fülle von spannenden Kompositionen, die Einflüsse von Gil Evans zeigen, ihre Eigenständigkeit aber immer bewahren und mit ungewöhnlicher Instrumentierung überzeugen.“
Glatzel wurde mit Kompositionen bzw. Arrangements beauftragt, etwa von The Notwist (2008), dem Barokensemble De Swaen Amsterdam (2011), Ensemble Intercontemporain und Cory Arcangel (2015) und dem Solistenensemble Kaleidoskop (2016). Auch kam es zur Zusammenarbeit mit der Efterklang (2012), Sinfonietta Riga (2014), Hermeto Pascoal (2015) und Rosalind Goldberg (2016).
Glatzel kuratierte das genre-übergreifende Musikfestival Kosmostage 2013 und 2015, bei dem er Künstler verschiedener Kontinente und Kunstrichtungen (Musik, Tanz, Malerei, Lesung, Raumgestaltung) präsentierte.

## Diskographische Hinweise
- Windstärke 4 Ein Blick ins Spinnennetz (Artmode Records 2005, mit Mathias Götz, Axel Schlosser, Kai Fischer, Marc Schmolling, Ludwig Leininger, Jean Paul Hochstädter)
- The Notwist The Devil, You + Me  (City Slang 2008)
- Transit Room Gordon Pym (Double Moon Records 2010, mit Pierre Borel, Karl Ivar Refseth, Samuel Halscheidt, Andreas Waelti, Tobias Backhaus)
- Das Rote Gras: Zipotam (Meta Records 2010, mit Adeline Salles, Sylvaine Hélary, Benny Schäfer, Gabriel Hahn, Karsten Hochapfel, Mathias Götz)
- Woima Collective Frou Frou Rokko (2014)

## Filmmusik
- 2017: Rakete Perelman